# Ovington Weller

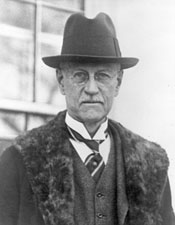
Ovington Weller

Ovington Eugene Weller (* 23. Januar 1862 in Reisterstown, Baltimore County, Maryland; † 5. Januar 1947 in Baltimore, Maryland) war ein US-amerikanischer Politiker der Republikanischen Partei, der den Bundesstaat Maryland im US-Senat vertrat.

## Leben
Nach dem Besuch der öffentlichen Schule trat Weller 1877 in die United States Naval Academy in Annapolis ein, an der er 1881 seinen Abschluss machte. Es folgten zwei Jahre Militärdienst in der US Navy, ehe er 1883 ehrenhaft entlassen wurde. Im selben Jahr schrieb sich Weller an der National Law School ein. Während seines Jura-Studiums, das er 1887 erfolgreich abschloss, arbeitete er als Sekretär auf dem Postamt in Washington, D.C. 1888 wurde er in die Anwaltskammer aufgenommen.
Weller arbeitete in der Folge zunächst als Anwalt, ehe er sich als Banker und Fabrikant betätigte und schließlich einer Börsenmaklerfirma beitrat. Nachdem er dort 1901 gekündigt hatte, zog er sich zunächst ins Privatleben zurück und reiste viel.

## Öffentliche Ämter und Politik
Im Jahr 1912 wurde Ovington Weller Vorsitzender der staatlichen Straßenkommission von Maryland. Drei Jahre später stellten ihn die Republikaner als Kandidaten für die Wahl zum Gouverneur von Maryland auf, doch er unterlag dem demokratischen Kandidaten Emerson Harrington mit 48,2 Prozent der Stimmen.
Zwischen 1918 und 1920 fungierte Weller als Schatzmeister des Republican National Senatorial Committee, ehe er 1920 selbst bei der Wahl zum US-Senat antrat. Er setzte sich mit einem Stimmenanteil 47,3 Prozent gegen den demokratischen Amtsinhaber John Walter Smith (43,3 Prozent) durch und trat sein Amt am 4. März 1921 an. Er war in der Folge unter anderem Vorsitzender des Committee on Manufactures. Nach sechs Jahren trat er zur Wiederwahl an, unterlag aber dem Demokraten Millard Tydings und musste am 3. März 1927 aus dem Senat ausscheiden.
Ovington Weller kehrte nach Maryland zurück und arbeitete bis zu seinem Tod 1947 als Anwalt in Baltimore. Er wurde auf dem Nationalfriedhof Arlington beigesetzt.